# Jacek Kasprzycki
Jacek Kasprzycki (ur. 14 października 1950 w Poznaniu) – polski malarz, grafik, wideo-artysta, autor scenariuszy filmowych, reżyser i realizator filmów.

## Życiorys
Ukończył Państwową Wyższą Szkołę Sztuk Plastycznych w Poznaniu w 1974 roku (dyplom z grafiki warsztatowej – linoryt – u prof. Zbigniewa Lutomskiego) i Wyższe Zawodowe Studium Filmu Animowanego w Państwowej Wyższej Szkole Filmowej, Telewizyjnej i Teatralnej im. Leona Schillera w Łodzi w 1984 roku (dyplom u doc. Mirosława Kijowicza).
Uczestniczył w wielu efemerycznych akcjach wielu grup artystycznych, brał udział w pierwszych w Polsce Festiwalach Studentów Szkół Artystycznych w Nowej Rudzie w latach 70., w pokazach, warsztatach i konkursach rysunku i malarstwa.
Po studiach uprawia głównie malarstwo i grafikę, realizuje filmy 16 mm, a następnie od lat 80. video-art. Od 1981 realizował filmy autorskie kinematograficzne na taśmie 35 mm – głównie animowane, a od lat 90. filmy zleceniowe o sztuce i artystach. Zajmuje się też publicystyką kulturalną (Artluk, Arteon, Czas Kultury).
Pracę w filmie rozpoczął jako scenograf w TVP (Poltel) w roku 1976. Następnie był reżyserem scenarzystą i asystentem reżysera w Studiu Miniatur Filmowych w Warszawie w latach 1983–1985; reżyserem i asystentem reżysera w Studiu Filmowym im. K. Irzykowskiego w latach 1985–1987; współpracował z Zespołem Filmowym Dom w latach 1987–1988.
Od 1989 roku do 2002 pracował w Telewizyjnym Studio Filmów Animowanych w Poznaniu jako scenarzysta, scenograf, reżyser i asystent reżysera (przy filmach Tamary Sorbian) .
W latach 80. aktywnie uczestniczył w wydarzeniach kultury niezależnej w Łodzi (wraz ze Zbyszkiem Trzeciakowskim, Tamarą Sorbian, Józefem Robakowskim, Mariellą Nitosławską, Tomaszem Samosionkiem, Piotrem Zarębskim, Tomaszem Snopkiewiczem.
Współzałożyciel Stowarzyszenia Kulturalnego Artes w roku 1998.
Członek Koła Realizatorów Filmów dla Dzieci i Młodzieży Stowarzyszenia Filmowców Polskich w Warszawie.
Filmy realizuje wraz z Tamarą Sorbian, reżyserem i scenarzystą filmowym, autorką scenariuszy, obrazów dokumentalnych i animacji. Jego prace cechuje pewna doza pozornej publicystyki, pod warstwą której kryje się sceptycyzm i ironia wobec „totalitarnych” mechanizmów współczesnej, z pozoru demokratycznej kultury.

## Filmografia

### Film animowany
- 1983: Mój dom – realizacja, scenariusz,
- 1985: Zwykła podróż – reżyseria, scenariusz,
- 1986: Wnętrze – reżyseria, scenariusz,
- 1990: Adagio cantabile – współpraca realizatorska,
- 1990: Rondo Russo z koncertu e-moll na flet i klawseyn – reżyseria, opracowanie plastyczne,
- 1991: Requiem d-moll. Lacrimosa – opracowanie plastyczne, animacja (nie występuje w napisach),
- 1992: Dla Elizy – realizacja,
- 1993: Światło księżyca – reżyseria, scenariusz, opracowanie plastyczne, animacja,
- 2005: Andante; Sorbian Tamara, Kasprzycki Jacek – reżyseria, scenariusz (na motywach cyklu „Znaki zodiaku” i innych dzieł Ciurlonisa), scenografia, animacja, montaż elektroniczny.

### Cykl filmowy animowany
- 1995: Piet Mondrian w Czternaście bajek z Królestwa Lailonii Leszka Kołakowskiego – animacja, opracowanie plastyczne, reżyseria, scenariusz,
- 1997: Pieter Bruegel st. Upadek Ikara w Impresje – opracowanie plastyczne, reżyseria, scenariusz,
- 1998: Wojna z rzeczami w Czternaście bajek z Królestwa Lailonii Leszka Kołakowskiego – animacja, opracowanie plastyczne, reżyseria,
- 2000: Oburzające dropsy w Czternaście bajek z Królestwa Lailonii Leszka Kołakowskiego – koncepcja animacji, opracowanie plastyczne, współpraca reżyserska,

### Serial animowany
2002: Złota kaczka w Baśnie i bajki polskie – layout, reżyseria,

### Filmy dokumentalne o sztuce
- 2005–2010: cykl filmów Artyści Poznania i Wielkopolski,
- 2012–2014 filmy o sztuce dokumentujące działalność CSW Znaki Czasu w Toruniu. m.in.: Teatr Życia, CSW 2012, CSW 2013, Performances in Toruń 2013, Koło Czasu 2012, Koło Czasu 2013, TORMIAR 2014.

## Nagrody
- Nagroda za debiut filmowy (film Mój dom) przyznana na Ogólnopolskim Festiwalu „Młodzi i Film” w Koszalinie (1983),
- Nagroda za scenariusz (film Mój dom) przyznana na Ogólnopolskim Festiwalu Filmów Krótkometrażowych w Krakowie (1984),
- Grand Prix (film Mój dom) – Jury Ogólnopolskiego Festiwalu Filmów Społeczno-Politycznych w Łodzi (1984),
- Nagroda „Brązowy Lajkonik” na Ogólnopolskim Festiwalu Filmów Krótkometrażowych w Krakowie (1986),
- II nagroda Jury Festiwalu Animacji Polskiej (film Zwykła podróż) – Animafilm w Zamościu (1986),
- Nagroda specjalna (film Piet Mondrian z cyklu Impresje) przewodniczącego Komitetu Kinematografii Ministerstwa Kultury i Sztuki i Prezesa Telewizji Polskiej przez Jury Ogólnopolskiego Przeglądu Filmów o Sztuce w Zakopanem (1995),

## Udział w wystawach i festiwalach
- brał udział w wielu prezentacjach w Polsce i za granicą – wystawach i festiwalach filmowych. m.in. w: Austrii (2005 Schein, Aktion Museum, Mistelbach), Belgii, Chorwacji, Kanadzie (1997 15-th International Festival of Film on Art, Montreal ), Szwecji, Francji (1998 The 20-th International Animated Film Festival) i USA (The Polish Animated & Experimental film, Museum of Modern Art, New York 2003).
- od 2003 roku do 2013 redagował razem z Andrzejem Wilowskim  i Henrykiem Lubawym  witrynę o sztuce Artwakat .